# Lamine Diop
Pour les articles homonymes, voir Diop.
Lamine Diop, né le 24 février 1945 à Thiès (Sénégal), a consacré l'essentiel de sa vie professionnelle au développement de la statistique publique africaine, successivement comme directeur de la statistique de son pays natal, comme directeur du Centre européen de formation des statisticiens économistes des pays en voie de développement (CESD-Paris), comme premier Directeur général de l’Observatoire économique et statistique d’Afrique subsaharienne (AFRISTAT), puis maintenant comme consultant international. Il a aussi trouvé le temps d'assurer diverses fonctions au sein d'associations professionnelles internationales et africaines, dont : l’Institut international de statistique (IIS), l'Association internationale des statisticiens d'enquête (AISE), l'Association internationale des statistiques officielles  (AISO), l'Association africaine de statistique (AAS), et le Comité de coordination pour le développement de la statistique en Afrique.
Il est marié et père d'un enfant.

## Parcours professionnel
Lamine Diop est titulaire du diplôme d’ingénieur statisticien économiste du CESD-Paris.
Sa carrière débute en Afrique à la direction de la Statistique du ministère de l’Économie et des Finances du Sénégal en qualité de chef de la division des Synthèses économiques, poste qu'il occupe d'août 1970 à mars 1974, date à laquelle il devient directeur de la statistique.
Puis, de 1980 à 1994 il se consacre, à Paris, à la formation des statisticiens des pays en développement en dirigeant le CESD-Paris, dont il avait été diplômé 15 années auparavant. Il est le premier africain à occuper ce poste et succède à Yves Franchet qui devient par la suite, en 1987, directeur général d'Eurostat. 
Au début des années 1990, germait au sein de l'administration française et plus particulièrement de l'INSEE et du ministère de la Coopération, l'idée de créer un  Observatoire statistique pour les pays subsahariens appartenant à la Zone franc. Lamine Diop a été associé aux travaux préparatoires et c'est tout naturellement que le 14 septembre 1994, à la suite de la signature entre les pays membres de la Zone franc du traité créant l'Observatoire sous le nom d'AFRISTAT, son Conseil des ministres le nomme directeur général. Il prend effectivement ses fonctions à Bamako (Mali), siège de l'institution, à partir de janvier 1996 et les quitte en décembre 2003 à l'issue de deux mandats de 4 ans, en conformité avec les termes du traité liant les pays membres.
Son action en faveur de la statistique africaine se poursuit dans le cadre de missions de consultation menées pour le compte d'institutions internationales ou régionales africaines, PARIS21 de l'OCDE, Union européenne, UEMOA, CEMAC, etc. Ces missions portent surtout sur les démarches d'élaboration de stratégies nationales de développement de la statistique, l'organisation et le management des systèmes statistiques nationaux. Il participe aussi, de 2005 à 2007, à la mise en place de la nouvelle Agence nationale de la statistique et de la démographie du Sénégal. 
Dans le même temps, Lamine Diop milite pour le développement de la statistique au sein d'associations statistiques tant internationales qu'africaines.
- Membre élu (1978) de l’Institut international de statistique (IIS)
- Vice-président de l’Institut international de statistique (1981-1983)
- Membre de l’Association internationale des statisticiens d’enquêtes (AISE) et de l’Association internationale pour la statistique officielle (AISO), toutes deux sections de l’Institut international de statistique
- Membre fondateur et premier président de l’Association africaine de statistique (1985-1987)
- Président du Comité de coordination pour le développement de la statistique en Afrique, organe consultatif de la Commission économique des nations unies pour l’Afrique (1992-1994 et 1996-1997)
- Président, depuis juillet 2004, de la nouvelle association CESD-Statisticiens pour le développement, qui a succédé au CESD-Paris.

## Distinctions
- Chevalier de l’ordre national du  Mérite du Sénégal (février 1985)
- Chevalier de l’ordre national de la Côte d’Ivoire (janvier 1987)
- Chevalier de l’Ordre National du Mali (octobre 2003)
- Chevalier de la Légion d’honneur de la République française (juillet 2004)[réf. souhaitée]

En janvier 2008, en reconnaissance des travaux exceptionnels menés dans le domaine de la statistique en Afrique, à l'occasion du 50e anniversaire de la Commission économique pour l'Afrique, et au nom de la communauté statistique africaine, le Centre africain pour la statistique (CAS) lui remet un prix ainsi qu'à quatre de ses pairs statisticiens africains : Oladejo Ajayi, Julien Amegandjin, Kweku T. de Graft-Johnson  et Palil Lehohla.
Le 30 août 2013, pour s'être mis au service du développement de la statistique dans son pays, l'Institut international de statistique lui décerne le prix Mahalanobis lors du 59e Congrès mondial de l’Institut international de statistique tenu à Hong Kong.